# Mercury Redstone BD
|  |

El Mercury Redstone BD (MR-BD) fue un vuelo no tripulado en el que se pretendía testear el Desarrollo de Impulso (BD) durante el programa Mercury de Estados Unidos. Fue lanzado el 24 de marzo de 1961 desde el Complejo de Lanzamiento 5 en Cabo Cañaveral, Florida.
Después de los problemas que se desarrollaron durante la misión ME-2 en la que se transportaba al chimpancé Ham, se hizo evidente que el cohete Redstone necesitaba nuevos ajustes antes de que pudiera transportar a un pasajero humano.
El Dr. Wernher von Braun añadió esta misión (MR-BD) al plan de lanzamientos entre la ME-2 y la misión ME-3.

## Datos
- Fecha: 24 de marzo de 1961
- Masa: 1.141 kg
- Aceleración máxima: 11 g (108 m/s²)
- Número de Órbitas: suborbital
- Apogeo: 183 km
- Distancia recorrida: 494 km
- Velocidad máxima: 8.245 km/h
- Tripulación: 0

- Datos: Q1467675
- Multimedia: Mercury-Redstone BD / Q1467675